# Mount Lemmon Survey
Mount Lemmon Survey es un servicio que forma parte del Catalina Sky Survey con el  código de observatorio astronómico G96. La distancia desde el eje de rotación y altura encima del plano ecuatorial (en radio terrestre): 0.8451 +0.5336. El servicio utiliza un telescopio de 1.5 metros f/2, que es en 2014 uno de los más prolíficos en el mundo descubriendo objetos próximos a la Tierra.
Andrea Boattini, que trabaja en el servicio, accidentalmente redescubrió 206P/Barnard-Boattini, un cometa perdido, el 7 de octubre de 2008. El cometa hizo 20 revoluciones desde 1892 y pasó entre 0.3 y 0.4 ua de Júpiter en 1922, 1934 y 2005. Este cometa también fue el primero en ser descubierto en forma fotográfica, por el astrónomo estadounidense Edward Emerson Barnard la noche del 13 de octubre de 1892.
El Mount Lemmon Survey  descubrió el 2011 UN63 el 27 de septiembre de 2009 y es un asteroide troyano de Marte L5 estable. El servicio descubrió el asteroide Atón 2012 FC71, un resonante de Kozai dinámicamente frío, el 31 de marzo de 2012.